# Battaglia di Köse Dağ
La battaglia di Köse Dağ (scritto anche Kösedağ, Köse Daği, Köse Dagh, Kösedagh; in turco significa Monte pelato - Montagna nuda.)
ebbe luogo il 26 giugno 1243 tra i selgiuchidi del Sultanato di Rum e l'Impero mongolo e terminò con la vittoria di questi ultimi.

## Storia
Nel 1242, Bayju fu nominato governatore della Persia, in sostituzione di Chormagan colpito da mutismo (forse dovuto a una paralisi), al servizio dell'imperatore Ögödei.
Bayju si mosse immediatamente verso il Sultanato di Rum, su cui governava il sultano Kay Khusraw II, all'apogeo del suo regno. Bayju, dopo aver invaso il regno e aver saccheggiato la città di Erzeroum, affrontò l'esercito della coalizione selgiuchide.

## Scenario
Durante il regno di Ögedei Khan, il Sultanato di Rum offrì amicizia e un modesto tributo a Chormagan, uno dei più grandi generali mongoli, già un membro del kheshig.
Dopo l'ascesa al potere di Kaykhusraw II, tuttavia, i mongoli iniziarono a fare pressioni sul sultano affinché andasse di persona in Mongolia, desse ostaggi e accettasse un darughachi mongolo.
Nel 1242, il noyan Bayju fu nominato governatore della Persia al servizio dell'imperatore Ögödei, in sostituzione di Chormagan colpito da mutismo (forse dovuto a una paralisi).

## La battaglia
Nell'inverno del 1242–1243, comandati da Bayju, i mongoli invasero il Sultanato di Rum, governato da Kaykhusraw II all'apogeo del suo regno; Bayju, dopo aver saccheggiato la città di Erzurum, affrontò l'esercito della coalizione selgiuchide.
Kaykhusraw aveva radunato il suo esercito e ingaggiato mercenari ifranj (europei occidentali), inoltre aveva chiesto rinforzi ai suoi vicini per contribuire a resistere all'invasione:
Manuele I rispose inviando un distaccamento dall'Impero di Trebisonda.
Invece re Aitone I della Cilicia armena, a causa di disaccordi interni sulla guerra, ritardò l'adesione all'esercito di Kaykhusraw, che partì senza di lui.
Anche alcuni nobili Georgiani, come Pharadavla dif Akhaltsikhe e Dardin Shervashidze si unirono al sultano, ma il grosso delle forze georgiane fu costretto a schierarsi al fianco dei loro signori mongoli, giacché la regina Rusudan di Georgia si era dichiarata vassalla dei Mongoli in quello stesso anno, il contingente georgiano-armeno all'interno dell'esercito mongolo includeva Hasan-Jalal I, sovrano del Khachen.
Riguardo alle dimensioni degli eserciti avversari le fonti primarie forniscono varie cifre, ma tutte concordano circa la superiorità numerica dei selgiuchidi: 
160 000 o 200 000 per l'esercito del sultano (che sono certamente esagerazioni) e 30 000 o 10 000 per le forze mongole, oppure, più verosimilmente, 80 000 selgiuchidi contro 30 000 mongoli.
La battaglia decisiva fu combattuta a Köse Dağ il 26 giugno 1243. 
Baiju mise da parte il preoccupato allarme del suo ufficiale georgiano per le dimensioni dell'esercito selgiuchide affermando che non contava nulla il numero dei nemici: "più sono, più è glorioso vincere e più bottino ci assicureremo".
Kaykhusraw respinse la proposta dei suoi comandanti più esperti di aspettare l'attacco mongolo, invece, inviò contro il nemico un contingente di 20 000 uomini guidato da comandanti inesperti, 
l'esercito mongolo finse una ritirata per poi tornare indietro e circondare le forze dei selgiuchidi che furono sconfitte.
Quando il resto delle forze selgiuchidi assistette alla sconfitta molti comandanti e i loro soldati, incluso Kaykhusraw, iniziarono ad abbandonare il campo di battaglia, 
alla fine, l'esercito selgiuchide rimase senza comandanti e la maggior parte dei soldati disertò senza prender parte ad alcun combattimento.
Così, pur essendo molto inferiore numericamente, l'esercito mongolo riuscì a sconfiggere il sultano e i suoi alleati.

### Le conseguenze
Dopo la battaglia, Kay Khusraw II cercò l'aiuto del suo nemico, l'imperatore bizantino Giovanni III Vatatze, siglando con lui un trattato di alleanza. Bayju occupò in seguito Sivas, che si arrese senza combattere e che venne saccheggiata. Le città di Tokat e di Kayseri tentarono invece di resistergli, e vennero distrutte. Questa campagna estese il controllo mongolo fino ai confini dell'impero bizantino..
Frattanto, l'imperatore di Trebisonda preferì sottomettersi ai Mongoli, pagandogli un tributo, e fu a quel punto che Kay Khusraw si vide costretto a seguire la stessa strategia. Stessa sorte toccò al regno della Piccola Armenia di Aitone I, assicurando così la sicurezza anche degli Armeni che vivevano fuori della Cilicia, in altre regioni anatoliche. Questa politica, seguita anche da suoi successori, protesse il piccolo regno sia dai Selgiuchidi sia dai Mamelucchi.
Il Sultanato di Rum si frantumò, lasciando un vuoto che fu occupato da una serie di piccoli regni autonomi, detti beilikati. In seguito questi regni sarebbero stati inglobati nell'impero ottomano.